# 가마고리시
가마고리시(일본어: 蒲郡市)는 일본 아이치현 남동부 히가시미카와 지방에 있는 시이다. 1954년 4월 1일에 호이군 가마고리정 등 3개 정·촌이 합병해 신설되었다. 신설되면서 호이군에서 이탈했다. 아이치현의 15번째 시이다.
혼슈의 거의 중심에 위치하고 아쓰미반도와 지타반도에 둘러싸인 온난한 기후의 해변 도시로 연안 일대가 미카와만 국립공원으로 지정되어 있다. 시내에는 4개의 온천 마을이 있는 것 외에 해양 레저와 테마파크도 있어 바다와 산으로 둘러싸인 경승지로 현내 굴지의 관광지가 되고 있다.
또 온난한 기후를 살린 과일 재배가 번창하고 특히 "가마고리 귤"의 생산으로 일본 내에서 유명하다. 또 전통 "미카와 직물"로부터 직물·섬유 로프 공업이 발전해 1960년대에는 시내 공업 제조 출하액 중의 거의 80%를 차지하고 있었다. 현재는 공업 분야의 다양화로 섬유 공업의 비율은 낮아지고 있지만 섬유 로프 제조업계에서는 일본 제일의 생산량을 자랑한다.

## 지리
남부는 풍경이 맑고 아름다운 미카와만(三河湾)과 접하고 중심부에 미카와만 국립공원의 대표적인 명소인 다케시마섬, 서부에 산가네산과 함께 미야 온천, 가마고리 온천, 가타하라 온천, 니시우라 온천 등 4개의 온천 마을이 있다. 최근에는 오쓰카 지구에서 해양 리조트 "라구나 가마고리"의 개업과 함께 바다를 테마로 한 관광, 요트 등 해양 스포츠의 진흥에 힘쓰고 있다.
가마고리시는 세 방면이 산으로 둘러싸여 있고 시내를 동서로 관통하는 주요 도로로는 국도 23호선, 국도 247호선이 있다. 철도는 도카이 여객철도의 도카이도 신칸센, 도카이도 본선이 시내를 동서로 관통하는 것 외에 가마고리역에서 기라요시다역 방면으로 연결되는 나고야 철도 가마고리선 등 총 3개 노선이 있다.

### 인접한 자치체
- 오카자키시
- 도요카와시
- 하즈군 하즈정
- 누카타군 고타정

## 인구
| 연도 | 인구   | ±%     |
| ---- | ------ | ------ |
| 1950 | 63,923 | —      |
| 1960 | 75,723 | +18.5% |
| 1970 | 82,868 | +9.4%  |
| 1980 | 85,295 | +2.9%  |
| 1990 | 84,819 | −0.6%  |
| 2000 | 82,108 | −3.2%  |
| 2010 | 82,222 | +0.1%  |

## 기후
| 가마고리시의 기후                                            | 가마고리시의 기후 | 가마고리시의 기후 | 가마고리시의 기후 | 가마고리시의 기후 | 가마고리시의 기후 | 가마고리시의 기후 | 가마고리시의 기후 | 가마고리시의 기후 | 가마고리시의 기후 | 가마고리시의 기후 | 가마고리시의 기후 | 가마고리시의 기후 | 가마고리시의 기후 |
| 월                                                           | 1월               | 2월               | 3월               | 4월               | 5월               | 6월               | 7월               | 8월               | 9월               | 10월              | 11월              | 12월              | 연간              |
| ------------------------------------------------------------ | ----------------- | ----------------- | ----------------- | ----------------- | ----------------- | ----------------- | ----------------- | ----------------- | ----------------- | ----------------- | ----------------- | ----------------- | ----------------- |
| 역대 최고 기온 °C (°F)                                       | 18.4 (65.1)       | 21.4 (70.5)       | 24.8 (76.6)       | 29.7 (85.5)       | 32.8 (91.0)       | 35.4 (95.7)       | 38.4 (101.1)      | 38.7 (101.7)      | 37.2 (99.0)       | 32.2 (90.0)       | 25.3 (77.5)       | 23.0 (73.4)       | 38.7 (101.7)      |
| 일평균 최고 기온 °C (°F)                                     | 9.9 (49.8)        | 10.9 (51.6)       | 14.4 (57.9)       | 19.5 (67.1)       | 23.9 (75.0)       | 26.6 (79.9)       | 30.5 (86.9)       | 32.3 (90.1)       | 28.8 (83.8)       | 23.4 (74.1)       | 17.9 (64.2)       | 12.4 (54.3)       | 20.9 (69.6)       |
| 일일 평균 기온 °C (°F)                                       | 5.6 (42.1)        | 6.2 (43.2)        | 9.4 (48.9)        | 14.5 (58.1)       | 18.9 (66.0)       | 22.2 (72.0)       | 26.1 (79.0)       | 27.4 (81.3)       | 24.2 (75.6)       | 18.9 (66.0)       | 13.4 (56.1)       | 8.1 (46.6)        | 16.2 (61.2)       |
| 일평균 최저 기온 °C (°F)                                     | 1.9 (35.4)        | 2.1 (35.8)        | 5.0 (41.0)        | 10.1 (50.2)       | 14.9 (58.8)       | 18.8 (65.8)       | 22.9 (73.2)       | 24.0 (75.2)       | 20.8 (69.4)       | 15.3 (59.5)       | 9.6 (49.3)        | 4.4 (39.9)        | 12.5 (54.5)       |
| 역대 최저 기온 °C (°F)                                       | −5.5 (22.1)       | −6.0 (21.2)       | −1.8 (28.8)       | 1.1 (34.0)        | 6.0 (42.8)        | 12.8 (55.0)       | 16.5 (61.7)       | 17.9 (64.2)       | 12.5 (54.5)       | 6.1 (43.0)        | 1.2 (34.2)        | −2.7 (27.1)       | −6.0 (21.2)       |
| 평균 강수량 mm (인치)                                        | 58.8 (2.31)       | 67.0 (2.64)       | 128.1 (5.04)      | 139.3 (5.48)      | 160.9 (6.33)      | 193.3 (7.61)      | 193.6 (7.62)      | 124.5 (4.90)      | 230.7 (9.08)      | 187.6 (7.39)      | 90.0 (3.54)       | 57.4 (2.26)       | 1,631.2 (64.22)   |
| 평균 강수일수 (≥ 1.0 mm)                                     | 5.7               | 6.3               | 9.4               | 9.6               | 9.9               | 12.0              | 11.0              | 7.4               | 10.7              | 10.2              | 6.5               | 6.2               | 104.9             |
| 평균 월간 일조시간                                           | 181.0             | 175.8             | 201.3             | 204.7             | 212.7             | 152.3             | 181.8             | 223.2             | 168.4             | 169.4             | 168.0             | 179.8             | 2,218.5           |
| 출처: 일본 기상청 (평년값: 1991년~2020년, 극값: 1979년~현재) |                   |                   |                   |                   |                   |                   |                   |                   |                   |                   |                   |                   |                   |

## 역사
가마고리시에 관한 가장 오래된 사료로 7세기 후반부터 8세기의 목간에서 이곳의 지명이 보인다. 구마노 3산의 장원, 다케야 장원, 가마가타 장원이 있었고 중세에는 가마가타 장원, 다케야 장원의 영주인 우도노씨가 지배하였다.
에도 시대에는 지역의 대부분이 하타모토·신사령이었으며 일부가 미카와요시다번(도요하시번), 오카자키번의 영지였다.
- 1889년 10월 1일 - 정촌제 시행으로 호이군 가마고리촌이 성립하였다.
- 1891년 10월 6일 - 가마고리촌이 정으로 승격해 가마고리정이 되었다.
- 1954년 4월 1일 - 호이군 가마고리정, 미야정, 시오쓰촌 등 3개 정·촌이 합병하여 가마고리시가 신설되었다.
- 1962년 4월 1일 - 가마고리시에 호이군 가타하라정이 편입되었다.
- 1963년 4월 1일 - 가마고리시에 호이군 니시우라정이 편입되었다.

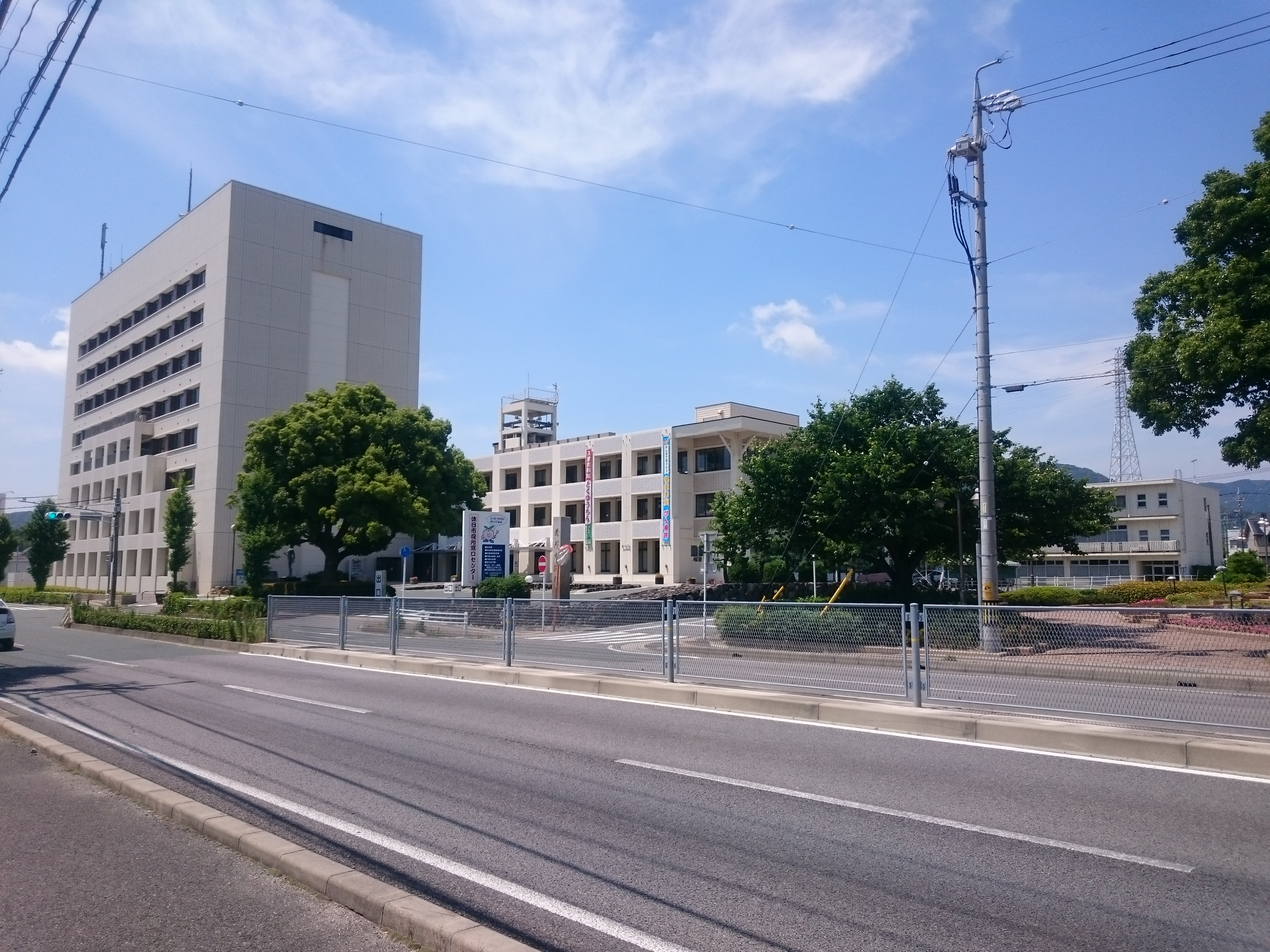
가마고리시청

## 교통

### 철도
- 도카이 여객철도 도카이도 본선
- 나고야 철도 가마고리선

### 도로
- 국도 23호선
- 국도 247호선
- 국도 248호선
- 국도 373호선

## 같이 보기
- 다케시마섬 (아이치현)